# Comuna de Kleszczewo
Kleszczewo (polaco: Gmina Kleszczewo) é uma gminy (comuna) na Polónia, na voivodia de Grande Polónia e no condado de Poznański. A sede do condado é a cidade de Kleszczewo.
De acordo com os censos de 2004, a comuna tem 5174 habitantes, com uma densidade 69,2 hab/km².

## Área
Estende-se por uma área de 74,77 km², incluindo:
- área agricola: 90%
- área florestal: 2%

## Demografia
Dados de 30 de Junho 2004:
|                      | Total   | Total | Mulheres | Mulheres | Homens  | Homens |
| -------------------- | ------- | ----- | -------- | -------- | ------- | ------ |
|                      | pessoas | %     | pessoas  | %        | pessoas | %      |
| População            | 5174    | 100   | 2630     | 50,8     | 2544    | 49,2   |
| Densidade (pop./km²) | 69,2    | 100   | 35,2     | 35,2     | 34      | 34     |

De acordo com dados de 2002, o rendimento médio per capita ascendia a 1482,89 zł.

## Subdivisões
- Bylin, Gowarzewo, Kleszczewo, Komorniki, Krerowo, Krzyżowniki, Markowice, Nagradowice, Poklatki, Śródka, Tulce, Zimin.

## Comunas vizinhas
- Kostrzyn, Kórnik, Poznań, Swarzędz, Środa Wielkopolska